# Barco espía

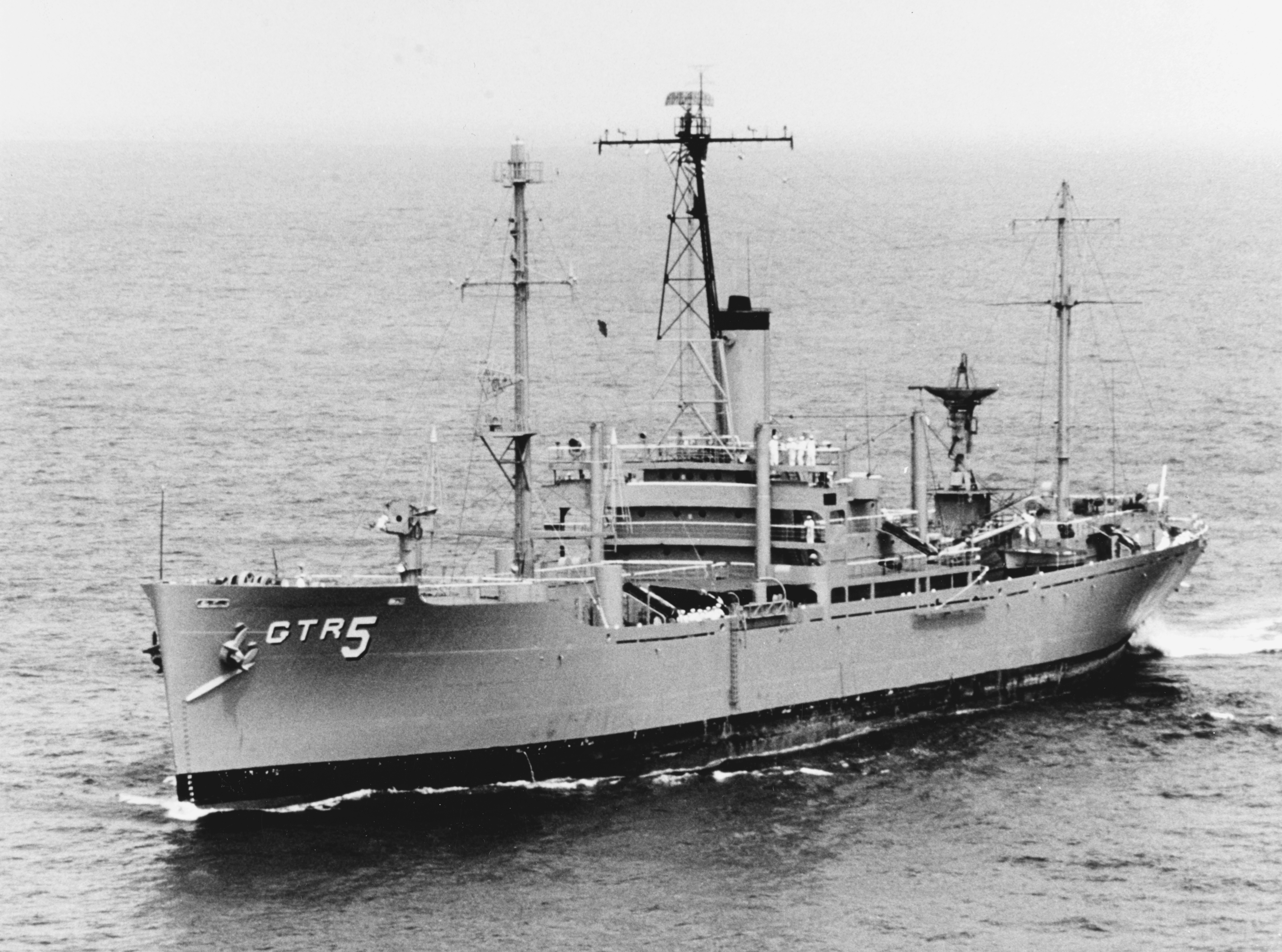
El USS Liberty, un "barco de investigación técnica", en 1967.

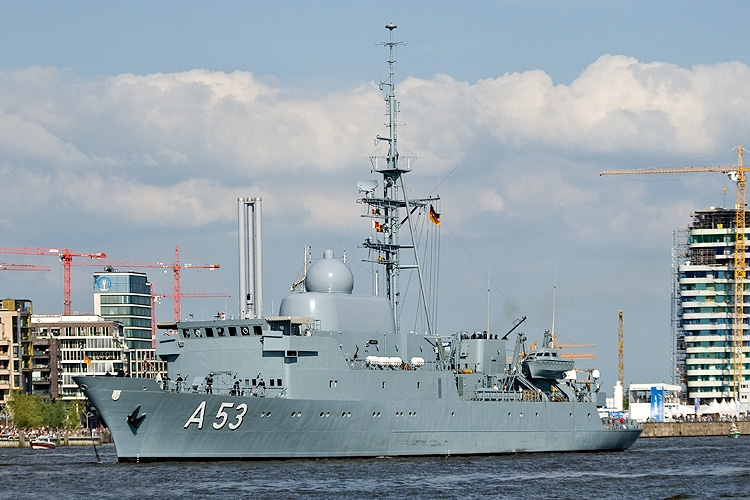
El A53 Oker, un barco clase Oste para ELINT y reconocimiento de la Deutsche Marine.

Un barco espía o navío de reconocimiento es un barco especializado en colectar inteligencia, usualmente a través de sofisticada intercepción electrónica. En un sentido más amplio, cualquier barco que colecta información puede ser considerado un barco espía.
Los barcos espía usualmente están bajo control del gobierno de un país, debido a sus altos costos y al equipo avanzado que precisan. Suelen ser parte de la Armada de un país, aunque también pueden ser operados por servicios secretos.
Los arrastreros armados pueden camuflarse como embarcaciones civiles, tales como arrastreros, que pueden quedarse en una cierta zona por largo tiempo.
Los barcos que son empleados para infiltrar espías o fuerzas especiales, a veces también son llamados "barcos espía".

## Historia
Los barcos espía en el sentido moderno de la palabra han sido empleado por lo menos desde el inicio de la Guerra Fría, siendo empleados por todas las grandes potencias. Su empleo, además de interceptar comunicaciones y espiar los movimientos de las flotas enemigas, era de monitorear pruebas nucleares y lanzamientos de misiles (especialmente de potenciales MBI).
Una de las más importantes funciones de las flotas de barcos espía de ambos bandos durante la Guerra Fría, especialmente en la década de 1960, era la recolección de "firmas" de submarinos - los patrones de ruido que frecuentemente podían identificar el tipo específico de submarino y que eran valiosos en la guerra antisubmarina. Durante aquel período, Estados Unidos desplegó unos 80 navíos, usualmente clasificados como de "investigación ambiental", mientras que la Unión Soviética tenía unos 60 barcos, frecuentemente arrastreros o barcos de investigación hidrográfica modificados.
A finales de la década de 1980, la flota pesquera soviética era conocida por haber equipado a varios de sus miles de barcos con sofisticados equipos SIGINT y ELINT, funcionando así como barcos espía auxiliares que rastreban los movimientos de los buques de guerra occidentales y las comunicaciones electrónicas (aunque su principal función seguía siendo la pesca comercial).

## Operación

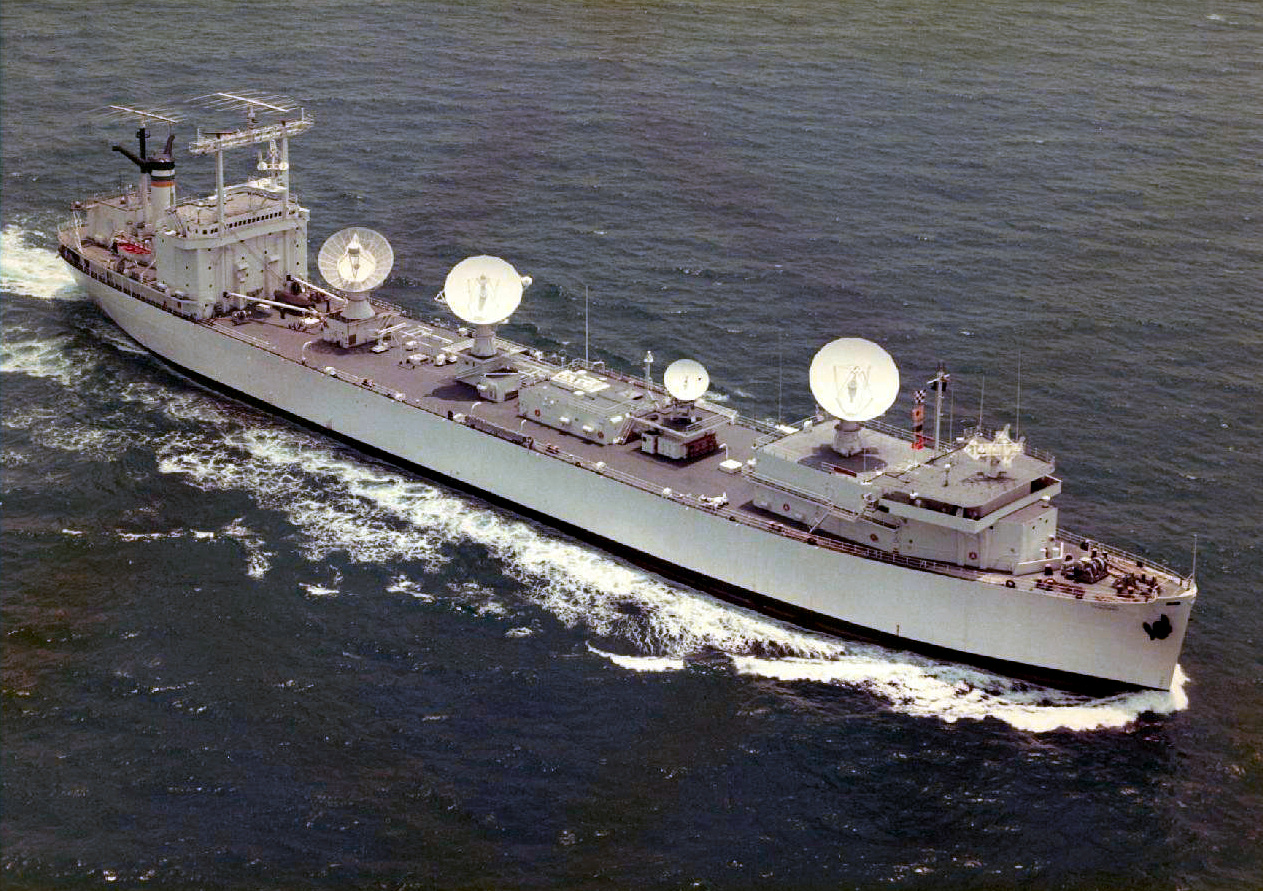
Aunque el USNS Vanguard no era estrictamente un barco espía, al ser empleado para rastreo de vehículos espaciales, había cierta superposición entre sus capacidades y las de un barco espía.

Un barco espía usualmente se mantiene en aguas internacionales (o al menos fuera de las aguas territoriales), a fin de no violar las fronteras del país. Desde allí, utilizará su equipo electrónico para monitorear el tráfico aéreo y marítimo, las frecuencias de radio y radar y también intentará interceptar y descifrar comunicaciones de radio o teléfono cifradas. Esto se hace mayormente a través de medios pasivos, tales como receptores de radio o sonar pasivo. Pero a veces, se pueden emplear medios activos como el radar y el sonar para detectar el movimiento de aviones, misiles, barcos u otros vehículos o tropas. Sin embargo, esto podría revelar el propósito del barco.
Al estar situado más cerca del área vigilada que una instalación fija (cerca de la línea de costa), el monitoreo es habitualmente mucho más efectivo y en algunos aspectos, mejor que el de los satélites espías.[cita requerida]
Los barcos de rastreo para misiones espaciales/estaciones de control para satélites/satélites espías también tienen algunas capacidades de los barcos espías y al estar controlados por sus gobiernos, son empleados de forma intermitente para fines similares, como rastrear pruebas de misiles enemigos.[cita requerida]